# مارليس دنكه
مارليس دنكه (بالألمانية: Marlies Deneke)‏ (بالألمانية: Marlies Deneke ) سياسية ألمانية سابقة، وُلدت في الثالث والعشرين من ديسمبر لعام 1953 في ماجديبورغ في المانيا الشرقية، وشغلت منصب نائب رئيس حزب الاشتراكية الديموقراطية (PDS).

## حياتها
أتمت مارليس بعد إتمام المدرسة الثانوية تدريبًا في التجارة من عام 1970 وحتى عام 1972، وقد كان يعمل والدها عاملًا، وفي نهاية الأمر عملت في المنظمة التجارية الحكومية سلع الاحتياج اليومي (بالألمانية: Waren des täglichen Bedarfs in Magdeburg). وفي عام 1979 انضمت إلى حزب الوحدة الاشتراكي الألماني (SED). درست مارليس عن بعد علم الاقتصاد في جامعة دريسدن من عام 1980 وحتى عام 1985 لتصبح عالمة اقتصاد. كانت رئيسة قسم نقابة الأعمال في المنظمة التجارية من عام 1982 وحتى عام 1988 وبعد ذلك أصبحت مندوبة الحزب في المنظمة التجارية.
اُختيرت في شهر ديسمبر لعام 1989 لتكون ضمن مجلس إدارة الحزب ورئاسته، ومن شهر يناير حتى شهر مارس عام 1990 كانت في الدائرة المستديرة المركزية في برلين. شغلت منصب نائب رئيس الحزب بالاشتراك مع أندريه بري في يونيو عام 1990. أصبحت مارليس في مارس 1990 عضوة في مجلس شعب ألمانيا الشرقية العاشر ثم في نهاية العام عضوة في البرلمان الألماني. وفي يناير عام 1991 أُنتخبت مجددًا لمنصب نائب رئيس الحزب و ظلت في هذا المنصب حتى اجتماع الحزب الثاني في ديسمبر عام 1991.
استقالت مارليس من الحزب في عام 2002.

### حياتها الشخصية
لدى مارليس طفلًا واحدًا، وتزوجت للمرة الثانية بالسياسي ديتمار كلر.

## وصلات خارجية
- مارليس دنكه‏ على موقع مونزينجر (الألمانية)

- مارليس دنكه على مونتسجر أرشيف